# Fossabrekkur

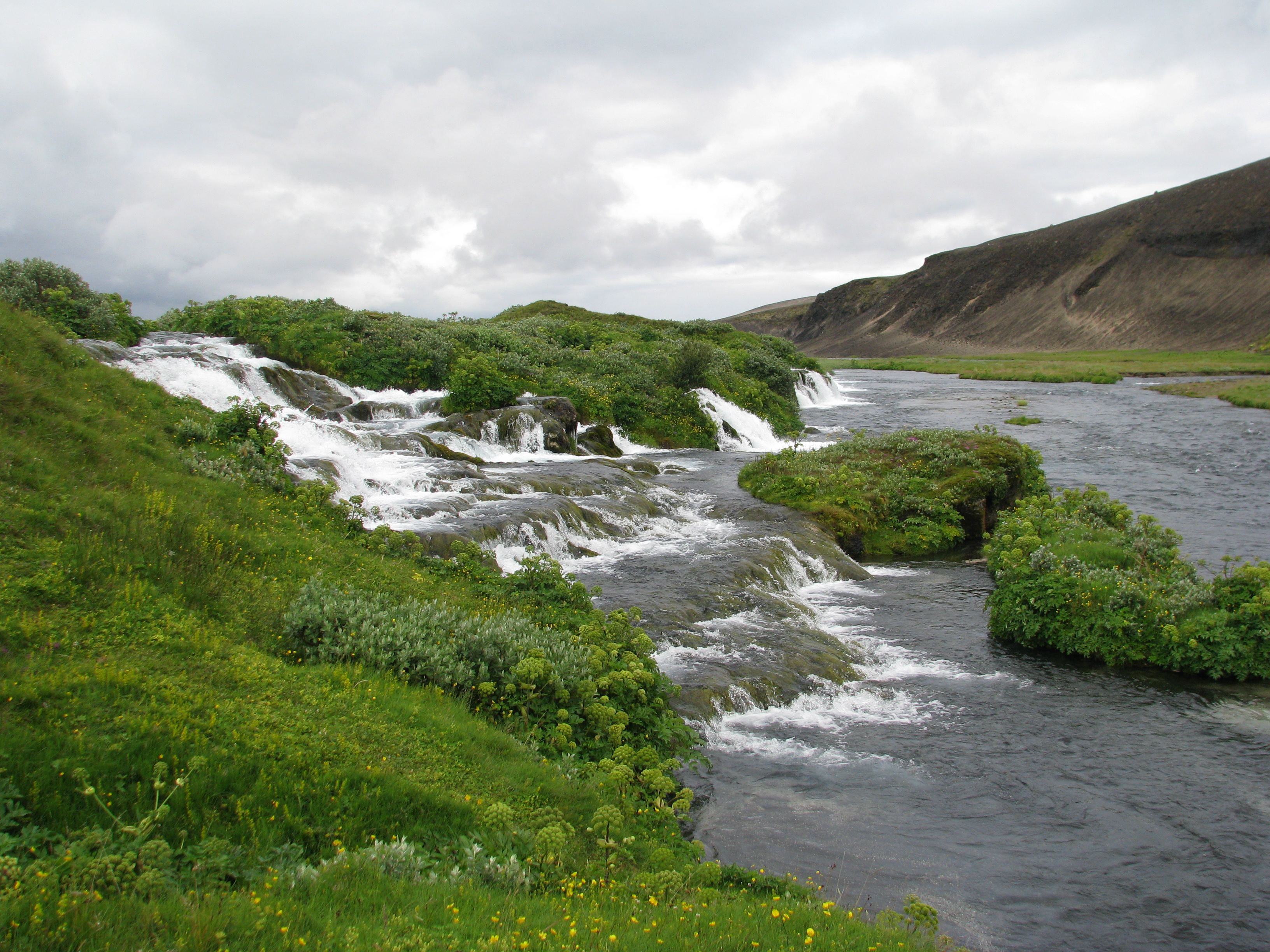
De waterval

De Fossabrekkur is een cascade van kleine watervalletjes in het zuiden van IJsland. Ten westen van een van de meest actieve vulkanen van IJsland, de Hekla, ligt een uitgebreid, droog, verlaten en vrijwel onbegroeid lavaveld. In dit lavaveld ligt de oorsprong van wat uiteindelijk de Ytri-Rangá rivier zal worden. Te midden van het desolate gebied liggen als een oase de watervalletjes van de Fossbrekkur in het riviertje, omgeven door een rijke vegetatie.